# Окю
Окю́ (азерб. Ökü) — селение в Ярдымлинском районе Азербайджана.

## География
Населённый пункт расположен близ речки Виляж.

## История
Селение входило в состав Российской империи. Оно относилось к Себидажскому магалу Шемахинской губернии, существовавшей с 1846 по 1859 года, пока её не переименовали в Бакинскую губернию.
Окю входило в состав Ленкоранского уезда Бакинской губернии. В 1880-х годах Юкю, а также «Ауръ», «Говранъ», «Джарембель верхній» с отсёлком, «Перембель. (Хальфаляръ)» с отсёлком и «Шиляванга» с отсёлками относились к Шилявангинскому сельскому обществу. Окю был частью данного общества и в начале XX века.

## Население
В статистических материалах второй половины XIX — первой половины XX веков жители Окю чаще фиксировались как «татары» (азербайджанцы) и реже как талыши.

### XIX век
Согласно «Кавказскому календарю» на 1856 год «Оку» Себидажского магала (буквами местного языка ﺍﻮﻜﻮ) населяли «татары»-шииты (азербайджанцы-шииты), которые между собой говорили по-«татарски» (по-азербайджански).
По данным же списков населённых мест Бакинской губернии от 1870 года, составленных по сведениям камерального описания губернии с 1859 по 1864 год, здесь имелось 14 дворов и 152 жителя (78 мужчин и 74 женщины), которые были «татарами»-шиитами (азербайджанцами-шиитами). Согласно сведениям 1873 года, опубликованным в изданном в 1879 году под редакцией Н. К. Зейдлица «Сборнике сведений о Кавказе», в селении был уже 21 двор и 195 жителей (103 мужчины и 92 женщины), также состоящих из «татар»-шиитов (азербайджанцев-шиитов).
Из материалов посемейных списков на 1886 год видно, что все 217 жителей Окю (128 мужчин и 89 женщин; 27 дымов) являлись «татарами» (азербайджанцами) и шиитами по вероисповеданию.

### XX век
В очередном «Кавказском календаре» на 1910 год читаем, что в селении Окю с отсёлком, относящимся к Зувандскому участку Ленкоранского уезда, за 1908 год было 268 жителей, преимущественно талыши.
По сведениям же Списка населённых мест, относящегося к Бакинской губернии и изданного Бакинским губернским статистическим комитетом в 1911 году, в селении насчитывалось 266 жителя талышской национальности (150 мужчин и 116 женщин; 32 дыма), которые были шиитами по вероисповеданию. «Кавказский календарь» на 1912 год также показывает в селении 266 жителей, но на этот раз указанные как «татары» (азербайджанцы).